# 458 до н. е.

## Події
- Давньогрецький трагік Есхіл знову їде до Сицилії, де помирає у м. Гелі в 456 до н. е.
- Консулами Риму були Гай Навцій Рутіл і Гай Карбетон. Замість останнього після його смерті консулом-суфектом став Луцій Мінуцій Есквілін Авгурін.